# 謝榛
謝榛（1499年—1579年），字茂秦，號四溟山人，又号脱屣山人，山东临清人，明朝作家。

## 生平
明孝宗弘治十二年（1499年）出生。自幼右目失明。十六岁能作乐府商调，为“少年争歌之”，后折节读书。嘉靖十三年，举家移居安阳，被赵康王延为上客。嘉靖二十一年（1542年），卢楠因得罪縣令魏希相而下狱，遭嚴刑拷打。谢榛至京师为其鳴冤，为缙绅、名流、士子所重，“河朔少年争传说矣”，卢楠在狱中度过了十多年，幸好县令已罢官，平湖陆光祖代之，冤案始得昭雪。嘉靖二十六年（1547年），第三次遊京师，与李攀龙、王世贞等结诗社，为后七子之一。嘉靖三十三年（1554年）年初，再次赴京，途經順德，訪李攀龍，當時李攀龍因事忙稍有怠慢，謝榛大為不滿。嘉靖三十年，卢楠出狱后，到彰德拜谢谢榛。後为李攀龙排斥，削名“七子”之外。嘉靖三十六年（1557年）李攀龍罷歸，謝榛追送至百里。嘉靖三十九年（1560年）康王去世，谢頓失依靠，次年返临清。又曾游居河北、山西等地。万历七年（1579年），卒於安陽。一說在河北大名府，有客人请他赋寿诗百首，寫至八十余首，投笔而逝，年八十一岁。
謝榛是明朝研究詩體詩格的重要學者，所著的《四溟詩話》為明朝論述詩歌的本質特徵有相當深入的見解。其論點對詩歌構思，創作方式與鑑賞角度對於後世文壇十分重要。著有《四溟诗集》十卷，《诗家直说》（即《四溟诗话》）四卷。

## 延伸阅读
[在维基数据编辑]
 在维基文库阅读此作者作品
 《明史卷二百八十七》，出自《明史》